# Ceratobasidiàcies
Les ceratobasidiàcies (Ceratobasidiaceae) són una família de fongs l'ordre dels cantarel·lals (Cantharellales). Totes les seves espècies tenen basidiocarps (cossos fructífers) menuts. Moltes espècies són saprotròfiques però algunes són patògens facultatius de les plantes o estan associades amb micorrizes en les orquídies. Gèneres amb importància econòmica inclouen Ceratobasidium i Thanatephorus (anamorf Rhizoctonia), que causen malalties a les plantes.

## Taxonomia
El 1981 Jülich creà l'ordre Ceratobasidiales per acomodar aquesta família. El 1995, l'ordre i la família tenien 18 gèneres, incloent Ceratobasidium, Heteroacanthella, Oliveonia, Scotomyces, Thanatephorus, i els seus diverosos sinònims i anamorfs.

### Estatus actual
Ceratobasidiaceae, segons la cladística, no pertany a un ordre separat sinó que són part dels Cantharellales. Els gèneres Heteroacanthella i Oliveonia no estan estretament relacionats amb les Ceratobasidiaceae, però han estat ubicats a Auriculariales.

## Hàbitat i distribució
Les espècies són principalment saprotròfics, que es troben en l'èdafon (sòl) i produeixen els seus cossos fructífers en tiges mortes i detritus de les plantes. Alguns es troben en fulles i tiges vives. Diverses espècies s'han aïllat en la micorriza de les orquídies o en conreus malalts o la gespa. Tenen distribució cosmopolita.